# Pseudoregalia
Pseudoregalia — компьютерная игра 2023 года в жанре метроидвании, созданная независимым разработчиком под псевдонимом rittzler. Игрок управляет антропоморфной козой по имени Сибил, которая оказалась в замке внутри мира грез. Стилистика игры отражает влияние видеоигр пятого поколения игровых систем от конца 1990-х годов и характеризуется использованием низкополигониальной графики.

## Игровой процесс
Pseudoregalia — трёхмерная игра, сочетающая элементы метроидвании и платформера. Главный персонаж, Сибил, должна пройти через Замок Санса. Игровой процесс фокусируется на динамике и быстрой отзывчивости управления, в основном в части бега и прыжков. Структура игрового мира открытая, с множеством альтернативных маршрутов, доступ к которым открывается после улучшения определенных навыков. Прохождение игры занимает несколько часов.

## Разработка
Первая версия Pseudoregalia была создана в рамках конкурса Metroidvania Month 19 Game Jam, который проводился в феврале и марте 2023 года. Проект победил в данном конкурсе и после этого был выпущен бесплатно на сайте itch.io. Расширенная версия игры стала доступна для покупки на игровом сервисе Steam с 28 июля 2023 года. По словам разработчика, создание «расширенной» версии заняло четыре месяца, и rittzler также планирует добавление внутриигровой карты.

## Критика
После выхода игра продалась количеством в 28000 копий к середине августа 2023 года, что по утверждению разработчика, было неожиданным.
Pseudoregalia получила положительные отзывы от критиков. Обозреватель Rock Paper Shotgun выразил восхищение гибкостью и плавностью движений в игре, в то время как The A.V. Club высоко оценил игровой процесс, заявив, что превосходный игровой процесс компенсирует любые другие недостатки. Дастин Бейли из GamesRadar+ отметил, что игра выглядит как «исключительно хорошо сделанный продукт, идеально подходящий для определенного круга игроков».